# Informační horizont
Informační horizont je definován jako soubor informačních zdrojů, které má člověk k dispozici při vyhledávání informací. Vyvstává jako vějíř možností, kterou cestou postupovat při uspokojování informační potřeby a je součástí orientačního stádia informačního chování člověka. Informační zdroje v informačním horizontu chápeme v co nejširším smyslu slova. Každý člověk má svůj vlastní informační horizont. Může obsahovat osoby a sociální sítě, vyhledávací nástroje, webové stránky, knihovny, databáze, systémy na experimentování a pozorování, dokumenty v různých formách a formátech (knihy, časopisy, videozáznamy, sborníky). Při vytváření mapy informačního horizontu hrají důležitou roli doporučení expertů (učitelé, školitelé) a kolegů. Interakce s jinými lidmi poukazují na hodnotu zdrojů v našem informačním horizontu a mění ho. Například pokud učitel doporučuje určitý zdroj studentovi, pozitivně ovlivní jeho informační horizont. Informační zdroje v informačním horizontu se kategorizovány i na počáteční zdroje, doporučující zdroje, zdroje na zúžení problému a finální zdroje. Kritériem je nejen časový postup při využívání jednotlivých druhů zdrojů, ale i postup od orientačního (referenčního) stadia vyhledávání k hloubkovému, zaměřenému a analytickému. Na základě výzkumů informačního chování lze informační horizonty rozdělit na relativně stabilní horizonty, které odrážejí stabilní preference člověka při hodnocení zdrojů v různých situacích a na dynamické horizonty, které jsou závislé na problému a situace.

## Tvorba informačního horizontu jako začátek vyhledávání
Pokud si chceme vytvořit informační horizont jako začátek vyhledávání, měli bychom popsat specifické situace, které nás podněcují k hledání informací. Nejdůležitější je kontext obsahující studijní úkol, vědecký problém či projekt. Podrobněji si třeba určit zejména typy vhodných informací, typy informačních zdrojů, odpovědět na otázku proč právě konkrétní typy zdrojů a informací mohou řešit náš informační problém. Také je vhodné určit si posloupnost využití informačních zdrojů a pořadí důležitosti typů informací. Často se využívá dělení informací na důležité, méně důležité, okrajové. Při určování a znázorňování informačního horizontu nám pomáhá zejména nedávná zkušenost s využíváním informací a zdrojů. V paměti máme zaznamenány úspěšné strategie, které jsme použili při řešení předchozích informačních problémů, zejména způsob využití a případné chyby, kterým se chceme vyhnout. Proto při metodě popisu informačního horizontu výzkumníci žádají účastníky, aby popsali i situace, kdy bylo těžké (anebo lehké) najít informace a kdy byli spokojeni, případně nespokojení při hledání informací.[1]

## Horizonty informačních zdrojů
Při každodenním informačním chování jsou definovány horizonty informačních zdrojů. Tyto horizonty vznikají v širším kontextu tzv. vnímaného informačního prostředí. Člověk při vytváření informačního horizontu přistupuje k informačním zdrojům selektivně, a při tom posuzuje možnou relevanci informačního zdroje. Rozlišují se v horizontu informačních zdrojů do tří zón:
1. Zóna - nejvíce preferované informační zdroje,
2. Zóna - informační zdroje sekundárního významu,
3. Zóna - periferní informační zdroje.

Informační horizont je zde vlastně úhlem pohledu při plánování vyhledávání a využívání informací. Můžeme ho nazvat i "myšlenkovým okem".